# Pakistanische Cricket-Nationalmannschaft in Indien in der Saison 1952/53
Die Tour der pakistanischen Cricket-Nationalmannschaft nach Indien in der Saison 1952/53 fand vom 16. Oktober bis zum 15. Dezember 1952 statt. Die internationale Cricket-Tour war Bestandteil der Internationalen Cricket-Saison 1952/53 und umfasste fünf Tests. Indien gewann die Serie 2–1.

## Vorgeschichte
Für beide Mannschaften war es die erste Tour der Saison. Es war das erste Aufeinandertreffen der beiden Mannschaften bei einer Tour.

## Stadien
Die folgenden Stadien wurden für die Tour als Austragungsort vorgesehen.
| Stadion                   | Stadt    | Kapazität | Spiele  |
| ------------------------- | -------- | --------- | ------- |
| Brabourne Stadium         | Bombay   | 25.000    | 3. Test |
| Feroz Shah Kotla          | Delhi    | 48.000    | 1. Test |
| University Ground         | Lucknow  | 52.000    | 2. Test |
| Eden Gardens              | Kalkutta | 82.000    | 5. Test |
| M. A. Chidambaram Stadium | Madras   | 46.000    | 4. Test |

## Kaderlisten
Die Mannschaften benannten die folgenden Kader.
| Test | Test |
| Indien | Pakistan |
| --- | --- |
| - Lala Amarnath (K) - Hamu Adhikari - Ghulam Ahmed - Madhav Apte - Bal Dani - Ramesh Divecha - Datta Gaekwad - Hiralal Gaekwad - Coimbatarao Gopinath - Subhash Gupte - Vijay Hazare - Nana Joshi (wk) - Gogumal Kishenchand - Ebrahim Maka (wk) - Vijay Manjrekar - Vinoo Mankad - Rusi Modi - Gul Mohammad - Shah Nyalchand - Dattu Phadkar - Vijay Rajindernath (wk) - Gulabrai Ramchand - Pankaj Roy - Khokhan Sen (wk) - Deepak Shodhan - Polly Umrigar | - Abdul Kardar (K) - Amir Elahi - Anwar Hussain - Fazal Mahmood - Hanif Mohammad (wk) - Imtiaz Ahmed (wk) - Israr Ali - Khan Mohammad - Mahmood Hussain - Maqsood Ahmed - Nazar Mohammad - Waqar Hasan - Wazir Mohammad - Zulfiqar Ahmed |

## Tests

### Erster Test in Delhi
| 16. – 18. Oktober Scorecard | Delhi | Indien 372 (139.4) & 152 (58.2)              | – | Pakistan 150 (104.3) |
|                             |       | Indien gewinnt mit einem Innings und 70 Runs |   |                      |

Indien gewann den Münzwurf und entschied sich als Schlagmannschaft zu beginnen.

### Zweiter Test in Lucknow
| 23. – 26. Oktober Scorecard | Lucknow | Indien 106 (55.1) & 182 (76.3)                 | – | Pakistan 331 (194.3) |
|                             |         | Pakistan gewinnt mit einem innings und 43 Runs |   |                      |

Indien gewann den Münzwurf und entschied sich als Schlagmannschaft zu beginnen.

### Dritter Test in Bombay
| 13. – 16. November Scorecard | Bombay (BS) | Pakistan 186 (73) & 242 (149.2) | – | Indien 387-4d (112) & 45-0 (15.2) |
|                              |             | Indien gewinnt mit 10 Wickets   |   |                                   |

Pakistan gewann den Münzwurf und entschied sich als Schlagmannschaft zu beginnen.

### Vierter Test in Madras
| 28. November – 1. Dezember Scorecard | Madras | Pakistan 344 (110.5) | – | Indien 175-6 (74) |
|                                      |        | Remis                |   |                   |

Pakistan gewann den Münzwurf und entschied sich als Schlagmannschaft zu beginnen.

### Fünfter Test in Kalkutta
| 12. – 15. Dezember Scorecard | Kalkutta | Pakistan 257 (116) & 236-7d (120) | – | Indien 397 (144) & 28-0 (6) |
|                              |          | Remis                             |   |                             |

Indien gewann den Münzwurf und entschied sich als Feldmannschaft zu beginnen.